# Danielle Fishel
Danielle Christine Fishel (Mesa, 5 maggio 1981) è un'attrice e regista televisiva statunitense.
Nota per il ruolo di Topanga Lawrence  in Crescere, che fatica! e per il suo seguito Girl Meets World.

## Filmografia parziale

### Attrice
Cinema
- Longshot, regia di Lionel C. Martin (2001)
- Dorm Daze - Un college di svitati (National Lampoon Presents Dorm Daze), regia di Scott Hillenbrand (2003)
- Gamebox 1.0 - Gioca o muori (Gamebox 1.0), regia di David Hillenbrand e Scott Hillenbrand (2004)
- Dorm Daze 2, regia di Scott Hillenbrand (2006)
- Clapping for the Wrong Reasons, regia di Hiro Murai (2013) - cortometraggio
- Boiling Pot, regia di Omar Ashmawey (2015)

Televisione
- Gli amici di papà (Full House) – serie TV, 2 episodi (1992,1993)
- Harry e gli Henderson (Harry and the Hendersons) – serie TV , 2 episodi (1993)
- Crescere, che fatica! (Boy Meets World) – serie TV,145 episodi (1993-2000)
- Kirk – serie TV, episodio 1x16 (1996)
- Un angelo poco... custode (Teen Angel) – serie TV, episodio 1x07 (1997)
- Prima o poi divorzio! (Yes, Dear) – serie TV, episodio 3x22 (2003)
- Girl Meets World – serie TV, 72 episodi (2014-2017)

### Doppiatrice
- Gravity Falls – serie TV, 3 episodi (2014-2016)
- Marco e Star contro le forze del male (Star vs. the Forces of Evil) – serie TV, episodio 4x07 (2019)

### Regista televisiva
- Girl Meets World – 4 episodi (2016-2017)
- Coop and Cami Ask the World – 2 episodi (2019-2020)
- Sydney to the Max – 11 episodi (2019-2021)
- Raven's Home – 7 episodi (2019-2022)
- The Villains of Valley View – 2 episodi (2022)
- Quell'uragano di figlia (Shifting Gears) – serie TV, episodio 1x04 (2025)